# Ерік Ґліха
Ерік Ґліга (словен. Erik Gliha /ˈglìːxa/, нар. 13 лютого 1997, Ніор, Франція) — словенський футболіст, лівий захисник клубу «Олімпія» (Любляна).

## Клубна кар'єра
Вихованець столичної «Олімпії». На юнацькому рівні виступав за «Вержей» та «Крка». Дорослу футбольну кар'єру розпочав 2013 року в «Камніку». Потім виступав за «Шампіон» та «Вержей»
У 2015 році перебрався у «Крка». У Першій лізі Словенії дебютував за «Крку» 7 серпня 2015 року в переможному (1:0) поєдинку проти «Заврча». Своїм першим голом у Першій лізі відзначився 6 грудня 2015 року в переможному (1:0) поєдинку «Крки» проти «Гориці» (Нова Гориця). У 2016 році перейшов до «Анкаран Хрватіні».
17 жовтня 2017 року приєднався до клубу італійської Серія B «Авелліно», але в команді так і не зіграв жодного офіційного матчу. 22 січня 2018 року вільним агентом залишив італійський клуб. У 2018 році повернувся до «Анкаран Хрватіні».
У 2018 році підписав контракт з «Алюмінієм». Завдяки вдалій грі у січні 2019 року отримав запрошення від бельгійського «Сінт-Трейдена», але як і в Італії, так і не зіграв жодного офіційного матчу за нову команду. Наприкінці січня 2020 року вільним агентом перейшов у «Триглав».
18 вересня 2020 року підписав 2-річний контракт з «Рухом».

## Кар'єра в збірній
Виступав за юнацькі збірні Словенії U-18 та U-19. У складі молодіжної збірної Словенії зіграв 16 матчів, в яких відзначився 1 голом.

## Стиль гри
Виступає на позиції лівого захисника, технічно дуже обдарований.

## Особисте життя
Син колишнього футболіста національної збірної Словенії та футбольного тренера Пріможа Гліхи.